# Tradescantia buckleyi
Tradescantia buckleyi là một loài thực vật có hoa trong họ Commelinaceae. Loài này được (I.M.Johnst.) D.R.Hunt miêu tả khoa học đầu tiên năm 1975.